# سیارک ۱۹۱۱۹
سیارک ۱۹۱۱۹ (به انگلیسی: 19119 Dimpna، نامگذاری:1981SG3) نوزده هزار و صد و نوزدهمین سیارک کشف شده‌است که در ۲۷ سپتامبر ۱۹۸۱ کشف شد.
قدر مطلق سیارک برابر ۱۵.۵ است.